# Montreuil-aux-Lions
 Montreuil-aux-Lions  là một xã ở tỉnh Aisne, vùng Hauts-de-France thuộc miền bắc nước Pháp.

## Thị trưởng
- Charles Bauchot (1983-1989)
- Jacques Delammare (1989-2001)
- Yves Fouquet (2001-2008)
- Olivier Devron (2008-)